# Alemonia
Alemonia es, en la mitología romana, una diosa menor relacionada con el nacimiento. Esta deidad se encargaba en concreto de formar el feto en el útero de la mujer embarazada y protegerlo durante su desarrollo y durante la lactancia. Pertenece al grupo de los Dei Natalitii, y es uno de los dioses Indigetes, los que no tienen parangón en la mitología griega.
En sus principios, la mitología romana se centró en las interrelaciones entre los dioses y los seres humanos. Es así como un subgrupo de deidades abarcó el ámbito general de la infancia y la niñez. En este ámbito, Alemonia era una tutora general, la deidad tutelar que protegía la salud y la seguridad de los no nacidos.